# Josef Wenzel Radetzky von Radetz
Johann Joseph Wenzel Anton Franz Karl Graf Radetzky von Radetz (Sedlčany, 2 de novembro de 1766 – Milão, 5 de janeiro de 1858) foi um marechal de campo, nobre da Boêmia e o mais importante líder militar austríaco da primeira metade do século XIX.
Serviu o exército por mais de setenta anos, sob o governo de cinco imperadores e participou de pelo menos dezessete campanhas militares. Lutou nas guerras napoleônicas e é conhecido pela vitória na Batalha de Novara em 1849 contra o Reino de Sardenha na península Itálica. Foi imortalizado pela composição de Johann Strauß I, a Marcha Radetzky.

## Honrarias
Joseph Radetzky recebeu mais de 146 condecorações, entre elas:
- Cavaleiro da Ordem de Maria Teresa (1799, pela batalha de Novi)
- Grã-cruz da Ordem de Maria Teresa (1848, pela vitória na batalha de Custozza)
- Ordem do Tosão de Ouro (pela vitória na batalha de Novara)
- Ordem de Pio IX